# Буштедт Петро Андрійович
Буште́дт Петро Андрійович (1 (13) жовтня 1855, с. Макошине Сосницького повіту Чернігівської губернії, нині смт Менського району Чернігівської області — ? після 1929, м. Ніжин Чернігівська область) — лікар-невропатолог, організатор медичної освіти в Україні. Батько доктора технічних наук Петра Петровича Буштедта.

## Біографія
Закінчив Санкт-Петербурзьку військово-медичну академію (1881). Працював земським лікарем у Сосницькому повіті; завідувач психіатричної лікарні в Ніжині (1899—1923). Відкрив у Ніжині приватну жіночу фельдшердсько-акушерську школу лікаря П. Буштедта (1907), де викладав. Колезький радник. Після 1917 — завідувач та викладач медичного технікуму та акушерської школи. Працював лікарем робітничої поліклініки в Ніжині (від 1923); викладачем та лікарем у Ніжинському ІНО (1923—1929). Досліджував проблеми невропатології та психіатрії.